# Robert E. Coontz

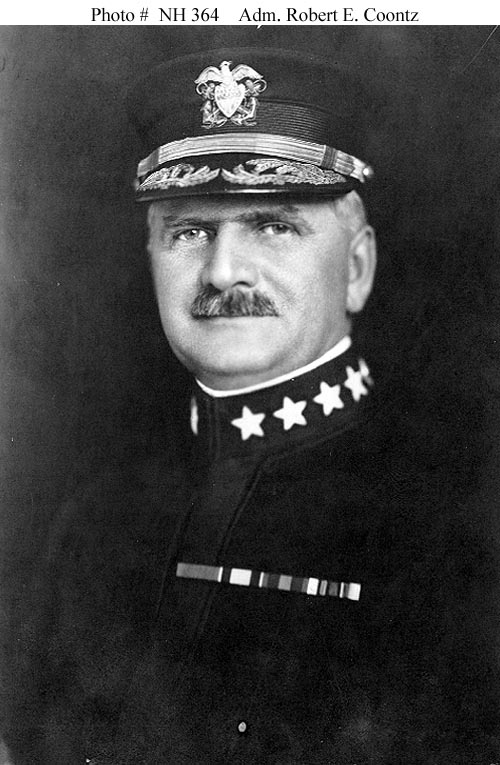
Robert Coontz (1919)

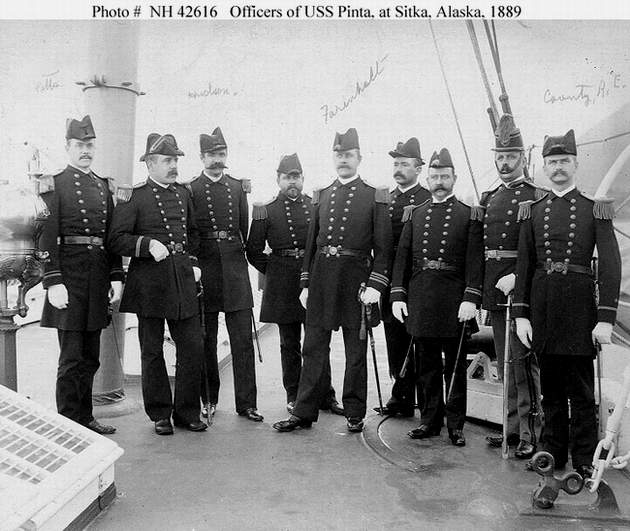
Fähnrich Coontz (ganz rechts, 1889)

Robert Edward Coontz (* 11. Juni 1864 in Hannibal, Missouri; † 26. Januar 1935 in Bremerton, Washington) war ein Admiral der US Navy und von 1919 bis 1923 der zweite Chief of Naval Operations (CNO).

## Biografie
Coontz war der Sohn des Unternehmers Benton Coontz. Er besuchte die öffentliche Grundschule von Hannibal, von 1878 bis 1879 das Inglesile College und von 1879 bis 1880 das Hannibal College. Er schloss 1885 die US Naval Academy in Annapolis, Maryland ab. Zu Beginn seiner Karriere diente er im Department of the Navy (DoN) und später auf mehreren Schiffen in Alaska und auf den Großen Seen.
1894 kehrte er ins Department of the Navy zurück und wurde später auf die USS Philadelphia und die USS Charleston sowie zum US National Geodetic Survey abkommandiert. Auf der Charleston nahm er am Spanisch-Amerikanischen Krieg teil. Auf der USS Nebraska nahm Coontz (zu dem Zeitpunkt Lieutenant Commander) als Executive Officer an der Weltumseglung der Großen Weißen Flotte teil.
Nach der Fahrt wurde Coontz zum Commander befördert und befehligte Midshipmen an der US Naval Academy. Von 1912 bis 1914 war er Gouverneur von Guam. Nach einer weiteren Beförderung war Coontz Captain und Kommandierender Offizier der USS Georgia und später bis 1918 der Puget Sound Naval Shipyard. Danach wurde er kurze Zeit geschäftsführender Chief of Naval Operations und wurde dann Kommandant einer Schlachtschiff-Division im Atlantik.
Coontz war gerade in den Pazifik geschickt worden, als er im September 1919 als neuer, zweiter CNO und temporärer Admiral berufen wurde. Diese Position hielt er bis Mitte 1923. Danach kehrte er auf See zurück und war als Rear Admiral (uh) (Konteradmiral) Commander-In-Chief der US-Flotte als Nachfolger von Admiral Edward W. Eberle. Er ist auch für seine Schlüsselrolle bei der Förderung der US-Marinefliegerei bekannt. Er setzte sich dafür ein, dass die Lexington und Saratoga zu Flugzeugträgern umgebaut wurden. Von Oktober 1925 bis Juni 1928 war er Kommandant des fünften Marinedistriktes; danach wurde er pensioniert.

## Ehrungen, Auszeichnungen
- Nach Coontz wurde das Transportschiff USS Admiral R. E. Coontz (Kennung: AP-122) benannt.
- Die USS Coontz (Kennung: DDG-40), ein Zerstörer der Farragut-Klasse erhielt seinen Namen.
- Navy Distinguished Service Medal
- Ehrenlegion, französischer Verdienstorden